# Čching-chaj
Čching-chaj (čínsky: 青海, pinyin: Qīnghǎi; tibetsky: མཚོ་སྔོན་ཞིང་ཆེན། mtsho-sngon zhing-chen, Ccho-ngon) je vnitrozemská provincie Čínské lidové republiky ležící na západě země. Na severu a severovýchodě sousedí s provincií Kan-su, na severozápadě s autonomní oblastí Sin-ťiang, na jihu a jihovýchodě s Tibetskou autonomní oblastí a provincií S’-čchuan. Čching-chaj je 4. největší čínská provincie, do počtu obyvatel je ale třetí nejméně obydlená. Provincie se nazývá podle rozlehlého horského jezera Kukunor (čínsky Čching-chaj-chu, „Tyrkysové moře“), až do poloviny 20. století ovšem většina území patřila do jedné ze tří historických zemí Tibetu, nazývané Amdo. Protože severní částí dnešní provincie procházela (Kansuským koridorem) ve středověku Hedvábná stezka a stýkaly se tu historické říše Tibetu, Mongolska a staré Číny, oblast je dodnes národnostně i nábožensky pestrá a má dokonce vlastní jazyk, mísící jazyky oněch kultur.
V provincii pramení řada významných veletoků – Žlutá řeka, Mekong, Dlouhá řeka a další – jejichž pramenné oblasti podléhají ochraně přírody. 

## Dějiny
Během 3.–7. století na části území existovalo království Tchu-jü-chun. Většina území provincie je historicky známá pod jménem Amdo – severní Tibet. Přestože na 90 % území Čching-chaje žijí Tibeťané, po většinu minulého tisíciletí bylo Amdo nezávislé území, na kterém žili pasteveckým životem tibetští nomádi.
Na počátku 20. století oblast okolo Si-ningu ovládl rodinný klan Ma (generálové Ma Čchi, Ma Lin, Ma Pu-fang), později spolupracující s Čankajškem. Rod Ma zde panoval až do založení ČLR v roce 1949. Během vlády Ma Pu-fanga zažila provincie rozvoj, stavěly se veřejné instituce, dopravní síť atd. Neexistovala svoboda tisku. V roce 1949 uprchl Ma Pu-fang do Hongkongu.
V provincii Čching-chaj ve vesnici Tagccher se narodil současný Dalajláma Tändzin Gjamccho.

## Geografie

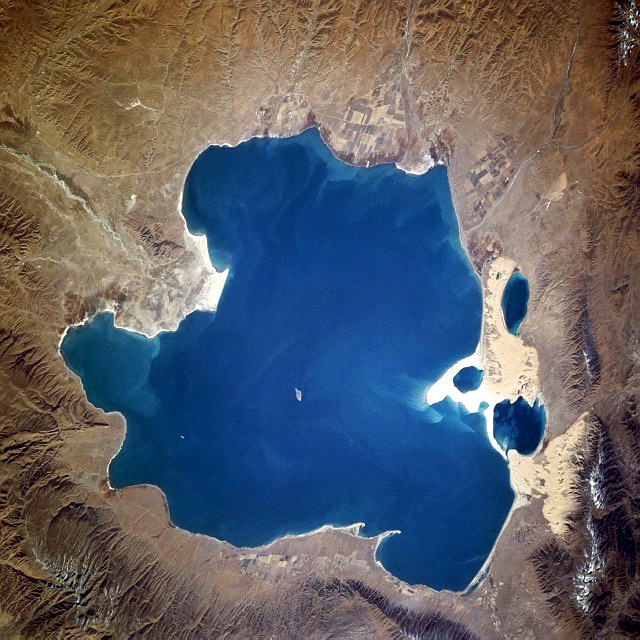
Satelitní snímek jezera Čching-chaj-chu (Kukunor), největšího jezera na území Číny, jež dalo i název provincii Čching-chaj

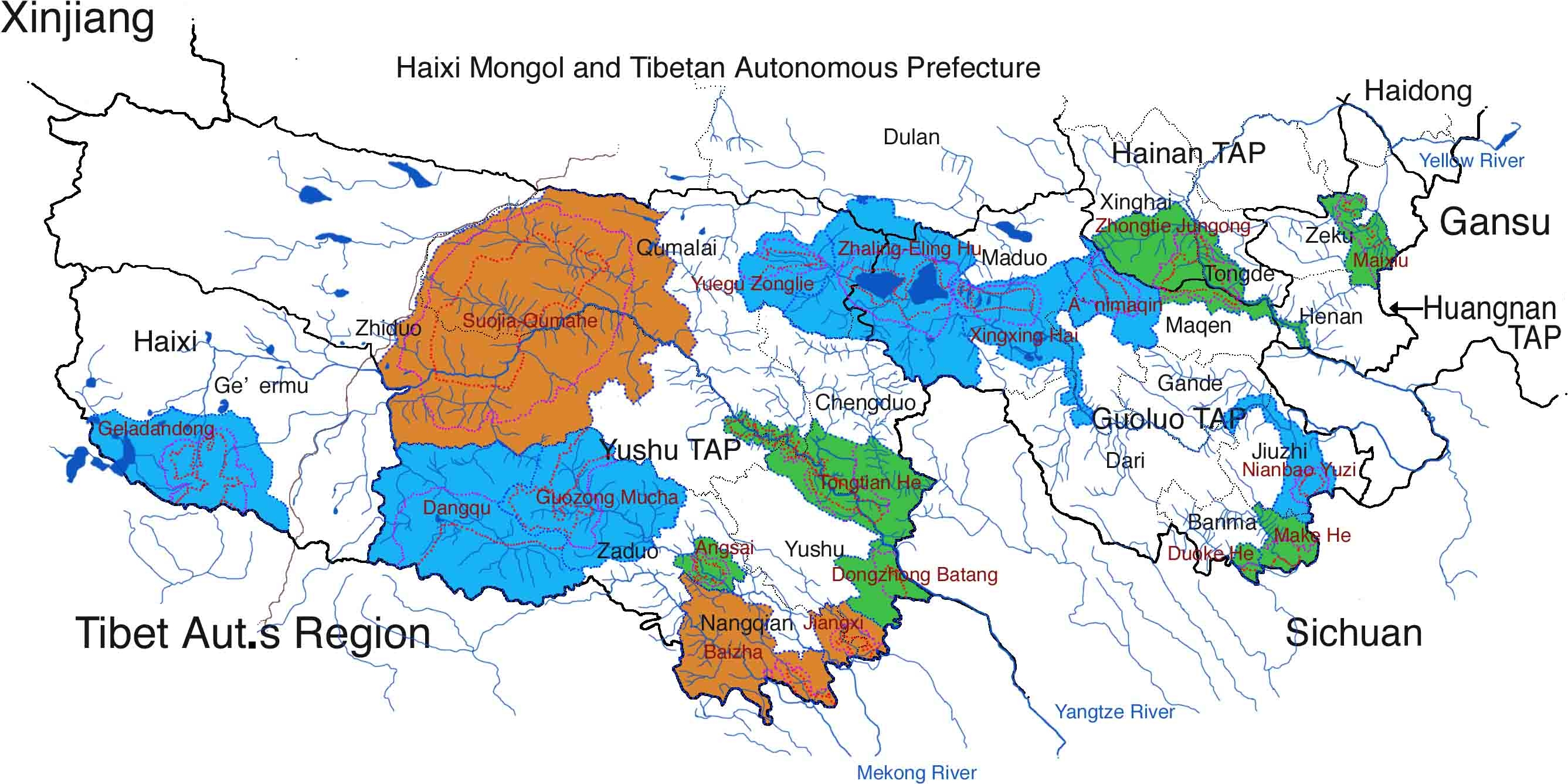
Mapa přírodní rezervace Pramene tří řek

Provincie se rozkládá v severovýchodní části Tibetské náhorní plošiny, z východu na západ měří 1200 km, ze severu na jih 800 km. Na severozápadě leží pohoří Altyn-tagh a Cchajdamská pánev, jižně pohoří Kunlun s nejvyšší horou provincie Bokalik Tagh (6860 m). Na jihozápadě hraničí provincie s Tibetskou AO pohořím Tangla. Pohořím prochází známá železnice do Lhasy. Severní hranice s provincií Kan-su tvoří pohoří Čchi-lien. Na východě provincie je pohoří Amňi Mačhen (nejvyšší bod 6282 m) a jižně pohoří Bajan Har, které rozděluje povodí Žluté řeky na sever a Jang-c’-ťiang (Dlouhé řeky) na jih. Nejnižší bod provincie leží v prefektuře Chaj-tung (1650 m). Většinu provincie tvoří rozlehlé pastviny; průměrná nadmořská výška regionu se pohybuje nad 3000 m n. m.

### Vodstvo
Oblastí protéká více než 270 řek, a nachází se zde více než 230 jezer. V Čching-chaji pramení tři významné řeky – Žlutá řeka, Mekong a Jang-c’-ťiang; v oblasti pramenišť byla vytvořena přírodní rezervace Pramene tří řek (三江源国家级自然保护区). V provincii se nachází množství slaných jezer, největším z nich je Kukunor. Na prameni Žluté řeky leží dvě velká jezera Ngoring a Gyaring.

### Nerostné suroviny
Oblast je bohatá na nerostné suroviny. Ve více než 680 dolech se těží více než 120 nerostů, např. azbest, uhlí, drahé kovy, ropa, zemní plyn, sůl, měď, olovo, zinek, molybden, draslík, hořčík, sodík, lithium, stroncium, mirabilit, bor a další.

### Fauna a flóra
V oblasti žije více než 270 druhů živočichů, 110 druhů hospodářských zvířat, 290 druhů ptáků, 40 druhů ryb. Například jak, kiang, čiru, rys a další. Roste zde množství bylin, více než 680 druhů rostlin rostoucích v regionu se využívá v čínském a tibetském léčitelství. Oblast je chudá na lesní porosty, pouze 0,6% rozlohy pokrývají lesy.

## Demografie
V provincii žije množství menšinových národností, tvoří až 47 % obyvatelstva. Většinoví Chanové žijí převážně ve městech na severu v Si-ningu, Delingha a Golmudu. Chuejové obývají severovýchod provincie, Chaj-tung a okresy v okolí Si-ningu – Min-che, Chua-lung a Ta-tchung. Monguoři žijí převážně v okolí Si-ningu, nejvíce v okrese Chu-ču. Salarové dominují v okrese Sün-chua. Mongolové žijí na severu provincie a Tibeťané na území celé provincie Čching-chaj.
V roce 2014 v provincii žilo asi 5 830 000 obyvatel, z toho 2 900 000 ve městech (přibližně 2 miliony v Si-ningu).
| prefektura | 2010      | 2000      |
| ---------- | --------- | --------- |
| Chaj-si    | 489 338   | 369 136   |
| Chaj-pej   | 273 304   | 276 723   |
| Si-ning    | 2 208 708 | 1 979 200 |
| Chaj-tung  | 1 396 846 | 1 520 074 |
| Chaj-nan   | 441 689   | 401 743   |
| Chuang-nan | 256 716   | 225 462   |
| Jü-šu      | 378 439   | 268 825   |
| Golog      | 181 682   | 140 397   |

## Kultura a jazyk
V Čching-chaji se setkává kultura tibetská, mongolská, čínská a muslimská. Tibeťané v Čching-chaji se neřídí tibetským kalendářem shodným s Tibeťany z centrálního Tibetu, ale řídí se čínským kalendářem, který se může s tibetským rozcházet o den, ale i o měsíc.
V současnosti jsou města čínská, venkov si udržuje rysy různých národností.
V provincii se hovoří tzv. čchingchajštinou (青海话, Qīnghǎihuà), která míchá tibetštinu, mongolštinu a čínštinu. Ve městě Si-ning žije více než 300 tisíc Tibeťanů, přesto zde není ani jedna tibetská škola, mladí Tibeťané ve městě hovoří pouze čínsky, nebo čchingchajsky.[zdroj?]

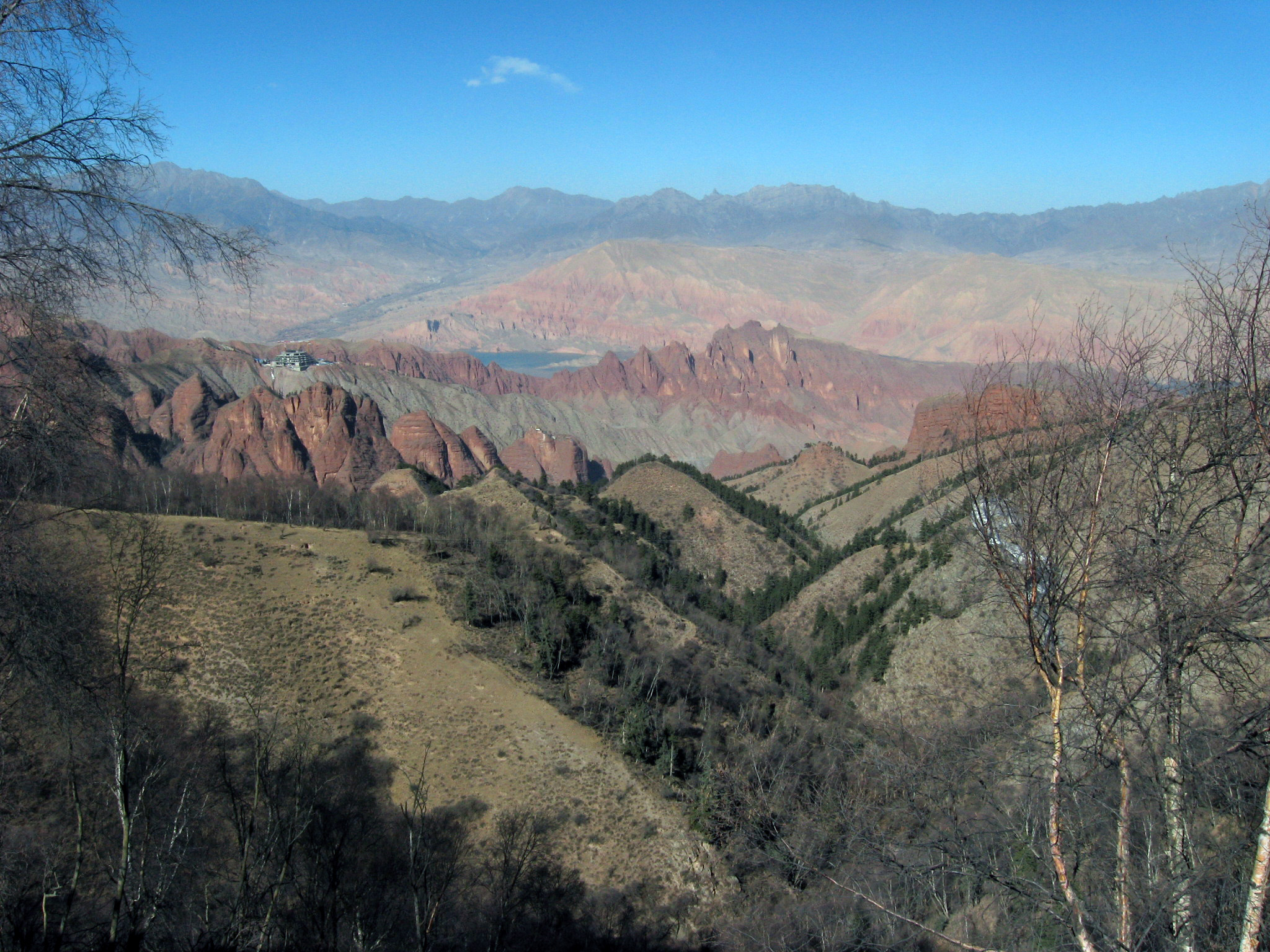
Přírodní park Khamra

## Doprava

### Dálnice
V roce 1959 byla dokončena dálnice z Lan-čou do Si-ningu. Dnes hlavním městem provincie prochází čínské dálnice G109 (Peking–Lhasa), G214 (Si-ning–Meng-chaj, Jün-nan), G227 (Si-ning–Čang-jie) a G315 (Si-ning–Kašgar). Do města Golmud vede dálnice G215 z města Chung-liou-jüan, která prochází i známým městem Tun-chuang.

### Železnice
Železnice z Číny do města Si-ning funguje od roku 1959. V roce 1979 byla trať prodloužena do města Golmud. 1. července 2006 byla slavnostně otevřena Železniční trať Golmud–Lhasa, spojující vlastní Čínu s Tibetem.
V roce 2012 započala stavba železnice z města Golmud do Tun-chuangu v provincii Kan-su.
V roce 2013 začala stavba železnice z Golmudu do města Korla (Sin-ťiang), stavba bude dokončena v roce 2019, celková délka je 1240 km. Ve výstavbě je řada kratších úseků železničních tratí, které budou spojovat Si-ning s menšími městy provincie.

### Letiště
Ve 30. letech 20. století započala stavba prvního čchingchajského letiště 20 km východně od Si-ningu, které funguje od roku 1958 pod názvem Cchao-ťia-pao (IATA: XNN, ICAO: ZLXN). Od roku 1974 funguje letiště v Golmudu (IATA: GOQ, ICAO: ZLGM). V roce 2009 začalo operovat letiště na jihu provincie v Jü-šu (IATA: YUS, ICAO: ZLYS). V roce 2014 byla dokončena letiště v prefektuře Chaj-si u města Chua-tchu-kou a u města Delingha (IATA: HXD, ICAO: ZLDL). V roce 2012 začala stavba letiště v prefektuře Golog, otevření letiště se plánuje na rok 2015.

## Administrativní členění
Provincie je složena z 2 městských prefektur a 6 autonomních krajů, které se dále dělí na 27 okresů a 7 autonomních okresů.
| #                  | Název čínsky                   | Název čínsky          | Název čínsky                    | Název tibetsky | Název tibetsky                    | Název tibetsky                                    | Sídelní městský obvod nebo okres |
| #                  | český přepis                   | znaky                 | pchin-jin                       | tibetský název | tibetské písmo                    | Wylieho transliterace                             | Sídelní městský obvod nebo okres |
| ------------------ | ------------------------------ | --------------------- | ------------------------------- | -------------- | --------------------------------- | ------------------------------------------------- | -------------------------------- |
| Městské prefektury |                                |                       |                                 |                |                                   |                                                   |                                  |
| 3                  | Si-ning                        | 西宁市                | Xīníng Shì                      | Ziling         | ཟི་ལིང་                             | zi-ling                                           | Čcheng-čung                      |
| 4                  | Chaj-tung                      | 海东市                | Hǎidōng Shì                     | Ccho šar       | མཚོ་ཤར་                            | mtsho-shar                                        | Le-tu                            |
| autonomní kraje    |                                |                       |                                 |                |                                   |                                                   |                                  |
| 1                  | Chaj-si (mongolský a tibetský) | 海西蒙古族 藏族自治州 | Hǎixī Měnggǔzú Zàngzú Zìzhìzhōu | Ccho nub       | མཚོ་ནུབ་སོག་རིགས་དང་ བོད་རིགས་རང་སྐྱོང་ཁུལ་ | mtsho-nub sog-rigs dang bod-rigs rang-skyong-khul | Delingha                         |
| 2                  | Chaj-pej (tibetský)            | 海北藏族自治州        | Hǎiběi Zàngzú Zìzhìzhōu         | Ccho džang     | མཚོ་བྱང་བོད་རིགས་རང་སྐྱོང་ཁུལ             | mtsho-byang bod-rigs rang-skyong-khul             | Chaj-jen                         |
| 5                  | Chaj-nan (tibetský)            | 海南藏族自治州        | Hǎinán Zàngzú Zìzhìzhōu         | Ccho lho       | མཚོ་ལྷོ་བོད་རིགས་རང་སྐྱོང་ཁུལ              | mtsho-lho bod-rigs rang-skyong-khul               | Čhabčha                          |
| 6                  | Chuang-nan (tibetský)          | 黄南藏族自治州        | Huángnán Zàngzú Zìzhìzhōu       | Malho          | རྨ་ལྷོ་བོད་རིགས་རང་སྐྱོང་ཁུལ་              | rma-lho bod-rigs rang-skyong-khul                 | Thungren (Rebkong)               |
| 7                  | Jü-šu (tibetský)               | 玉树藏族自治州        | Yùshù Zàngzú Zìzhìzhōu          | Jüšu           | ཡུལ་ཤུལ་བོད་རིགས་རང་སྐྱོང་ཁུལ།            | yul-shul bod-rigs rang-skyong-khul                | Jü-šu                            |
| 8                  | Golog (tibetský)               | 果洛藏族自治州        | Guǒluò Zàngzú Zìzhìzhōu         | Golog          | མགོ་ལོག་བོད་རིགས་རང་སྐྱོང་ཁུལ་            | mgo-log bod-rigs rang-skyong-khul                 | Mačhen                           |
| Mapa provincie     |                                |                       |                                 |                |                                   |                                                   |                                  |
|                    |                                |                       |                                 |                |                                   |                                                   |                                  |